# ビンゴ!
『ビンゴ!』（原題：Bingo）は、1991年に公開されたアメリカ合衆国のコメディ映画。

## ストーリー
スター犬の代役でやらされた日の輪くぐりの芸ができず、サーカスを追い出されてしまったビンゴ。
天涯孤独になった彼は、ある日川に落ちた少年チャッキーの命を救い、大の仲良しに。ところが、チャッキーが突然引っ越しをすることになり、そうとは知らない
ビンゴはとりのこされてしまう。お巡りさんに捕まったり、強盗をやっつけたり、数々の苦難を乗り越えながらもチャッキーの後を追いかけ、アメリカ中を渡り歩く。

## キャスト
| 役名                 | 俳優                            | 日本語吹替 |
| -------------------- | ------------------------------- | ---------- |
| ナタリー・デヴリン   | シンディ・ウィリアムズ          | 藤田淑子   |
| ハル・デヴリン       | デヴィッド・ラッシュ            | 安原義人   |
| チャッキー・デヴリン | ロバート・J・スタインミラー・Jr | 島本須美   |
| チッキー・デヴリン   | デヴィッド・フレンチ            | 草尾毅     |
| レニー・スミス       | カート・フラー                  | 江原正士   |
| イーライ・スミス     | ジョー・ガザルド                | 千葉繁     |
| デューク             | グレン・シャディックス          | 緒方賢一   |
| エマ・ルイス         | ジャネット・ライト              | さとうあい |
| フォー・アイズ       | ウェイン・ロブソン              | 関根信昭   |
| ジンジャー           | スージー・プラクソン            | 一城みゆ希 |
| スティーヴ           | サイモン・ウェッブ              | 石塚運昇   |
| バニー               | タムシン・ケルシー              | 一城みゆ希 |
| 検察官               | ノーマン・ブラウニング          | 有本欽隆   |
| 被告側弁護士         | ジェームズ・キドニー            | 塚田正昭   |
| 白バイ警官           | ブルー・マンクマ                | 千葉繁     |

- 吹替その他：藤本譲、小島敏彦、大谷育江、天野由梨、茶風林、久梨原れな、梅津秀行

## アニマルキャスト
- ビンゴ - レーシー：撮影当時3歳半
- ビンゴ（代役） - マウイ：2歳、レーシーの息子
- ビンゴ（スタント） - マックス：6歳
- デュークスにいたアメリカン・ブルドッグ - スパイク：20ヶ月
- デュークスにいたテリア - マジック：2歳
- デュークスにいたテリア - スニッカーズ：2歳半
- デュークスにいたボーダー・コリー/ニューファンドランド・テリア/ラブラドールX - クリスマス：7歳
- デュークスにいたラフコーテッド・ジャーマン・シェパード - グリズ・ベア：4歳
- デュークスにいたグレー&ホワイト・テリア/ボーダー・コリーX - ボスコ：11ヶ月、スニッカーズの息子
- デュークスにいたゴールデン・レトリバー - レディ：9歳、撮影当時引退しようとしていた
- デュークスにいたチワワ - ティキ：2歳
- アラスカン・ブラウン・ベア - ドナ：3歳

## スタッフ
- 監督：マシュー・ロビンス
- 製作：トーマス・ベアー
- 製作総指揮：ウォーレン・カー
- 脚本：ジム・ストレイン
- 撮影：ジョン・マクファーソン
- 音楽：リチャード・ギブス
- 編集：メリアン・ブランドン
- 衣裳：ラリー・S・ウェルズ

日本語版スタッフ
吹替版
- 演出：山田悦司
- 翻訳：石田泰子
- 調整：兼子芳博
- プロデュース：吉岡美惠子、岩見純一
- 日本語版制作：ACクリエイト株式会社